# 8585 Purpurea
8585 Purpurea este un asteroid din centura principală de asteroizi.

## Descriere
8585 Purpurea este un asteroid din centura principală de asteroizi. A fost descoperit pe 24 septembrie 1960 la Observatorul Palomar de Cornelis Johannes van Houten, Ingrid van Houten-Groeneveld și Tom Gehrels. Asteroidul prezintă o orbită caracterizată de o semiaxă mare de 3,22 ua, o excentricitate de 0,17 și o înclinație de 9,5° în raport cu ecliptica.